# Juan José Iriarte
Juan José Iriarte (* 13. Dezember 1913 in Buenos Aires, Argentinien; † 16. August 1999) war Erzbischof von Resistencia.

## Leben
Juan José Iriarte empfing nach dem Studium der Katholischen Theologie und Philosophie am 20. September 1947 das Sakrament der Priesterweihe.
Am 23. Oktober 1957 ernannte ihn Papst Pius XII. zum ersten Bischof von Reconquista. Der Weihbischof in Buenos Aires, Manuel Tato, spendete ihm am 27. Dezember desselben Jahres in der Basilika St. Rosa von Lima die Bischofsweihe; Mitkonsekratoren waren der Bischof von San Isidro, Antonio María Aguirre, und der Weihbischof in Buenos Aires, Guillermo Bolatti. Die Amtseinführung erfolgte am 12. Januar 1958.
Am 28. Februar 1984 ernannte ihn Papst Paul VI. zum Erzbischof von Resistencia. Am 9. November 1991 nahm Papst Johannes Paul II. das von Juan José Iriarte aus Altersgründen vorgebrachte Rücktrittsgesuch an.
Juan José Iriarte nahm an allen vier Sitzungsperioden des Zweiten Vatikanischen Konzils teil.